# Züssow
Züssow település Németországban, Mecklenburg-Elő-Pomeránia tartományban. Lakosainak száma 1293 fő (2023. december 31.).

## Népesség
A település népességének változása:
| Lakosok száma | 1307 | 1319 | 1296 | 1314 | 1293 |
|               | 2017 | 2019 | 2021 | 2022 | 2023 |